# Cyphon honshuanus
Cyphon honshuanus es una especie de coleóptero de la familia Scirtidae.

## Distribución geográfica
Habita en Japón.